# كريس أونيل (تنس)
كريس أونيل (بالإنجليزية: Chris O'Neil)‏ مواليد 19 مارس 1956 في نيوكاسل، هي لاعبة كرة مضرب أسترالية بدأت مسيرتها كمحترفة سنة 1973 تلعب باليد اليمنى. هي إحدى بطلات الجراند سلام.

## بطولات حققتها
- بطولة أستراليا المفتوحة للتنس

## روابط خارجية
- كريس أونيل على موقع رابطة محترفات التنس (الإنجليزية)
- كريس أونيل على موقع الاتحاد الدولي لكرة المضرب (الإنجليزية)
- كريس أونيل على موقع اتحاد التنس الأسترالي (الإنجليزية)
- كريس أونيل على موقع بطولة ويمبلدون (الإنجليزية)